# Euploea tristis
Euploea tristis är en fjärilsart som beskrevs av Butler 1886. Euploea tristis ingår i släktet Euploea och familjen praktfjärilar. Inga underarter finns listade i Catalogue of Life.